# Seznam kongresů Občanské demokratické strany
Kongres je podle stanov nejvyšším orgánem Občanské demokratické strany. Schází se nejméně jednou za dva roky.
- Ustavující kongres ODS (20.–21. dubna 1991, Olomouc)
- 1. kongres ODS (22.–23. listopadu 1991, Plzeň)
- 2. kongres ODS (26. dubna 1992, Luhačovice)
- 3. kongres ODS (7. listopadu 1992, Praha, hotel Atrium)
- 4. kongres ODS (27.–28. listopadu 1993, Kopřivnice)
- 5. kongres ODS (17.–18. prosince 1994, Karlovy Vary)
- 6. kongres ODS (18.–19. listopadu 1995, Hradec Králové)
- 7. kongres ODS (7.–8. prosince 1996, Brno)
- 8. kongres ODS (13.–14. prosince 1997, Poděbrady)
- 9. kongres ODS (4. dubna 1998, Jihlava)
- 10. kongres ODS (4.–5. prosince 1999, Liberec)
- 11. kongres ODS (15. října 2000, Plzeň)
- 12. kongres ODS (2.–4. listopadu 2001, Ostrava)
- 13. kongres ODS (13.–15. prosince 2002, Františkovy Lázně)
- 14. kongres ODS (22.–23. 11. 2003, Luhačovice)
- 15. kongres ODS (4.–5. 12. 2004, Praha, Top Hotel)
- 16. kongres ODS (26.–27. 11. 2005, Brno, Nová scéna Městského divadla)
- 17. kongres ODS (18.–19. listopadu 2006, Praha, Veletržní palác)
- 18. kongres ODS (24. 11. 2007, Praha, Žofín)
- 19. kongres ODS (5.–7. prosince 2008, Praha, hotel Clarion)
- 20. kongres ODS (21.–22. listopadu 2009, Praha, hotel Clarion)
- 21. kongres ODS (19.–20. června 2010, Praha, hotel Clarion)
- 22. kongres ODS (22. října 2011, Praha, výstaviště v Letňanech)
- 23. kongres ODS (2.–4. listopadu 2012, Brno, Výstaviště)
- 24. kongres ODS (18.–19. ledna 2014, Olomouc, hotel Clarion)
- 25. kongres ODS (5. září 2014, Praha, Fórum Karlín)
- 26. kongres ODS (30. května 2015, Praha, Fórum Karlín)
- 27. kongres ODS (16.–17. ledna 2016, Ostrava)
- 28. kongres ODS (12.–13. ledna 2018, Ostrava)
- 29. kongres ODS (18. ledna 2020, Praha)
- 30. kongres ODS (8.–9. dubna 2022, Praha)
- 31. kongres ODS (13.–14. dubna 2024, Ostrava)